# Neuratelia indica
Neuratelia indica är en tvåvingeart som först beskrevs av Enrico Adelelmo Brunetti 1912.  Neuratelia indica ingår i släktet Neuratelia och familjen svampmyggor. Inga underarter finns listade i Catalogue of Life.